# Meridiano 148 W
O meridiano 148 W é um meridiano que, partindo do Polo Norte, atravessa o Oceano Ártico, América do Norte, Oceano Pacífico, Oceano Antártico, Antártida e chega ao Polo Sul. Forma um círculo máximo com o Meridiano 32 E.
Começando no Polo Norte, o meridiano 148º Oeste tem os seguintes cruzamentos:
| País, território ou mar | Notas |
| ----------------------- | --- |
| Oceano Ártico           | |
| Mar de Beaufort         | Passa a oeste da Ilha Cross, Alasca, Estados Unidos |
| Estados Unidos          | Alasca - Parte continental e Ilha Esther, Ilha Perry, continente (2.ª vez), Ilha Chenega, Ilha Evans e Ilha Latouche |
| Oceano Pacífico         | Passa a oeste da Ilha Montague, Alasca, Estados Unidos · Passa entre os atóis Tikehau e Rangiroa, Polinésia Francesa · Passa a leste da ilha Makatea, Polinésia Francesa · Passa a leste da ilha Mehetia, Polinésia Francesa |
| Oceano Antártico        | |
| Antártida               | território não reivindicado |